# Brando Va'aulu

a Compétitions nationales et continentales officielles uniquement.

b Matchs officiels uniquement.
Dernière mise à jour le 23 juillet 2018.
Brando Va'aulu, né le 3 mai 1987 à Auckland (Nouvelle-Zélande, est un joueur de rugby à XV samoan et australien évoluant au poste d'ailier, centre ou arrière.

## Carrière
Né à Auckland en Nouvelle-Zélande, Brando Va'aulu commence à jouer en Australie dans le club de l'Université du Queensland Rugby Club et est sélectionné pour jouer le Super 14 avec la province des Queensland Reds. 
En 2010, il signe au CS Bourgoin-Jallieu pour jouer dans le Top 14. 
Il a également joué plusieurs matchs avec l'équipe des moins de 21 ans australiens mais a finalement choisi de défendre les couleurs de l'équipe nationale des Samoa les Manu Samoa en 2010 lors de la tournée d'automne en Europe.